# Batalla de An
La batalla de An (chino: 鞍之战; pinyin: Ān zhī Zhàn) se libró durante el Período de Primavera y Otoño en 589 a. C. en la colina Hua en el área de la ciudad actual de Jinan, Shandong entre los estados de Qi y Jin. Terminó en una victoria para el estado de Jin y finalmente resultó en una alianza entre los dos estados.

## Antecedentes
Tres años antes, el monarca de Jin envió a Xi Ke (郤克) a visitar el estado Qi. El duque Qing de Qi (齐顷公), que era el monarca del estado Qi, permitió a las mujeres mirar detrás de una pantalla. Por alguna razón, estas mujeres no pudieron evitar reírse. Xi Ke pensó que se sentía humillado y se enojó mucho, por lo que juró tomar represalias. En 589 a. C., Duque Qing de Qi lideró a su ejército para invadir el estado Lu (鲁).
Dos de los tres comentarios que sobreviven en los Anales de primavera y otoño, el Zuo Zhuan y la Guliang Zhuan describen el evento que llevó a la batalla como un insulto que un emisario de Jin sufrió en la corte de Qi, pero los dos relatos difieren en el naturaleza del insulto. Según Zuo Zhuan, el duque de Qi permitió a las mujeres observar la visita del emisario detrás de una pantalla, las mujeres insultaron al emisario con su risa. El Guliang Zhuan afirma que el duque de Qi insultó a los emisarios de cuatro estados visitantes al asignarles a cada uno un servidor que compartía sus respectivos defectos físicos.
La Explicación de Guliang (穀梁传) tiene un registro divergente sobre la causa de esta batalla. Durante el mismo tiempo, Jisun Xingfu (季孙行父) que era un ministro del estado Lu en el poder, Gongzi Shou (公子手) quien era el hijo del monarca del estado Cao (曹), Sun Liangfu y Xi Ke visitaron el estado Qi. Jisun Xingfu era calvo, Xi Ke tenía un ojo ciego, Sun Liangfu era cojo y Gongzi Shou estaba encorvado. Entonces el duque Qing de Qi dejó que una persona calva le sirve a Jisun Xingfu, una persona que tenía un ojo ciego sirve a Xi Ke, una persona coja que sirve a Sun Linfu, y una persona encorvada que sirve a Gongzi Shou. Los cuatro hombres pensaron que estaban siendo humillados, por lo que decidieron tomar represalias. Los cuatro hombres lideraron las fuerzas aliadas de los cuatro estados Jin, Lu, Wei y Cao para atacar el estado Qi. Sin embargo, este registro de la Explicación de Guliang parece ser una broma, pero el registro de la Explicación de Zuo parece más auténtico.

## Batalla
El estado Wei (卫) apoyó al estado Lu a través de la invasión de Qi. Desafortunadamente, el ejército del estado de Wei se encontró con el ejército de Qi que regresó triunfante. Shi Ji (石稷), uno de los generales del ejército de Wei, quería retirarse. Otro general Sun Liangfu (孙良夫) dijo: "No. Ahora que estamos atacando al estado Qi, pero si nos retiramos debido al encuentro con el ejército de Qi, ¿qué podemos decirle a nuestro monarca? Si sabemos que no podemos atacar Qi, preferiríamos no enviar a nuestro ejército. Pero ahora nos hemos encontrado con ellos, preferimos luchar "Entonces el ejército de Wei tuvo que luchar contra el ejército de Qi, y fueron derrotados por completo por el poderoso ejército de Qi. Shi Ji dijo a otros generales: "Nuestro ejército fue derrotado, ¿qué le dirás al monarca?" Nadie respondió. Sun Liangfu fue al estado de Jin y pidió ayuda militar. Al mismo tiempo, el estado Lu también solicitó ayuda militar al estado Jin. Entonces el monarca ordenó a Xi Ke que condujera ochocientos carros para ayudar a los dos estados. Los ejércitos aliados de los tres estados Jin, Lu y Wei ingresaron al estado Qi. Hubo entonces una batalla en An (actual Jinan de la provincia de Shandong).
Duque Qing de Qi creía que su ejército era capaz de derrotar a los ejércitos aliados de tres estados. Los desafió a pelear. El comandante de Jin dijo que realmente tenían que venir aquí, y el duque Qing de Qi dijo: "Si estás de acuerdo, así es la idea. Si no está de acuerdo, todavía debemos reunirnos ".
Gao Gu (高固), un general fuerte de Qi, se encontró con el ejército de Jin y derribó a los soldados del carro de Jin con una piedra. Él los capturó junto a su carro. Con las aclamaciones de los hombres del ejército de Qi, Gao Gu les gritó con entusiasmo: "¡Si quieres valentía, puedes comprar mi excedente de valentía!".
Finalmente, hubo una batalla decisiva entre los ejércitos aliados de tres estados y el ejército del estado Qi. Duque Qing de Qi dijo: "Tengo que acabar con ellos antes del desayuno". En realidad, no le puso la armadura a sus caballos y su carro se apresuró al ejército de Jin.
Xi Ke resultó gravemente herido por una flecha, pero seguía luchando al tambor de la marcha con el estímulo de su conductor. Los hombres del ejército del estado de Jin lucharon vigorosamente.
Debido a la subestimación de sus enemigos, el ejército de Qi fue derrotado. Corrieron alrededor de la montaña Huabuzhu (华不注) tres veces, pero los ejércitos aliados seguían corriendo tras ellos. Han Jue (韩厥), un general del estado Jin, condujo su carro solo y siguió el carro del duque Qing de Qi. Bing Xia (邴夏), el conductor del duque Qing de Qi, conocía a Han Jue y le dijo al duque Qing de Qi: "Dispara a ese conductor. Él es un caballero." Duque Qing de Qi dijo: "Como dices que es un caballero, no es etiqueta para dispararle". Luego disparó a los soldados que estaban al lado de Han Jue. Un amigo de Han Jue perdió su carro y le pidió a Han Jue que montara, y Han Jue dejó que su amigo se pusiera detrás de él. Estaban persiguiéndolos.
Pang Choufu (逢丑父), el ministro de Qi que estaba en el lado derecho del duque Qing de Qi, que consideró que la situación era urgente, por lo que cambió de posición con el duque Qing de Qi. Durante ese tiempo, monarcas y ministros vestían los mismos uniformes militares en el campo de batalla, y fueron reconocidos por sus posiciones y banderolas.
El carro del duque Qing de Qi quedó colgado de los arbustos y llega Han Jue. Debido a que el duque Qing de Qi era monarca, Han Jue debía saludarlo como ministro, pero el no sabía que era el monarca de Qi. Así que consideró erróneamente a Pang Choufu como el monarca de Qi. Pang Choufu aprovechó la oportunidad para pedir al duque Qing de Qi que fuera a una fuente para obtener agua. Qing de Qi lo entendió y se fue. Se encontró con un carro de su estado y fue rescatado. Xi Ke descubrió que el cautivo no era el monarca de Qi. Estaba enojado y quería matar a Pang Choufu. Así que Pang Choufu fue perdonado.
Qing de Qi envió a Guo Zuo (国佐) para negociar la paz con el estado Jin. Guo Zuo presentó los tesoros a Xi Ke y le dijo que el monarca de Qi estaba listo para regresar a los lugares capturados. Pero Xi Ke se negó a aceptar, y en realidad solicitó al estado Qi que dejara a Xiaotongshuzi (萧同叔子), que era la madre de Qing de Qi, como su rehén y que cambiara las formas de tendencias del Estado Qi desde sur-norte a este-oeste. Si la forma de tendencia cambiaba de este a oeste, el ejército de Jin atacaría fácilmente todos los lugares del estado Qi. Guo Zuo dijo serenamente: "Xiaotongshuzi no es una persona común, porque ella es la madre de mi monarca. La madre de nuestro monarca es la madre de tu monarca. Puedes dar órdenes a los monarcas de otros estados, pero en realidad quieres que la madre del monarca de otro estado sea un rehén. ¿Cómo tratas la autorización del Rey? Usted da una orden no filial a otros estados. ¿Tienes virtud? Nuestro territorio fue conferido por el antiguo Rey, y las formas y tendencias fueron establecidas por el Rey. Si quieres cambiar, desobedeciste a la familia real, y eres injusto, entonces, ¿cómo te conviertes en un líder de la alianza de los estados? Nuestro monarca está listo para devolver los lugares capturados y construir relaciones amistosas, pero te niegas, así que tenemos que reunir un ejército remanente y librar una batalla de vida o muerte." Los ministros de Lu y Wei escucharon estas palabras y aconsejaron a Xi Ke: "Los hombres de Qi nos odian, porque los muertos son sus parientes y amigos. Si no les promete, nos odiarán al extremo. ¿Qué obtienes de esta tierra? Obtienes tesoros, y obtenemos tierras, y nuestros problemas son eliminados. Estos son nuestro honor. Tanto el Qi como el Jin son conferidos por el Cielo, ¿por qué solo debe existir Jin?". Entonces Xi Ke abandonó las peticiones irrazonables e hizo las paces con el Estado Qi.
A finales del próximo año, Qing de Qi visitó el estado Jin. El monarca de Jin le hizo un banquete a Qing de Qi. Qing de Qi vio a Han Jue y sonrió. El monarca de Jin le preguntó a Qing de Qi: "¿Usted conoce Jue?" Qing de Qi dijo: "Sí, pero la forma en que se viste ha cambiado". Han Jue lo saludó, levantó el vaso y dijo: "No me desafié a matarlo, para que hoy se reúnan dos monarcas en esta sala."